# Omar Abdel Aziz
Pour les articles homonymes, voir Aziz.
Omar Abdel Aziz, né le 11 septembre 1983 au Caire, est un joueur professionnel de squash représentant l'Égypte. Il atteint en juin 2010 la 31e place mondiale sur le circuit international, son meilleur classement.
Depuis sa retraite sportive en 2014, il est responsable des équipes nationales égyptiennes junior.